# Liverpool Victoria Charity Challenge
Liverpool Victoria Charity Challenge (позднее Champion’s Cup) — пригласительный, благотворительный снукерный турнир, проводившийся с сезона 1994/95 по сезон 2001/02. Игроки получали только деньги на фактические расходы, а призовой фонд (£300,000) шёл на нужды благотворительности. Местом проведения турнира был выбран Международный Центр Согласия в Бирмингеме.
В турнире принимало участие 16 игроков. С 1997 — 8 игроков. В 1998—1999 турнир проходил в Зале Приёмов в Дерби, в котором состоялось множество всевозможных бильярдных турниров. Кроме Денниса Тейлора, вышедшего в первый финал, в дальнейшем его разыгрывали три игрока: Стивен Хендри (был победителем дважды), Джон Хиггинс (дважды) и Ронни О'Салливан (единожды, но при трёх финалах). Турнир проводился в январе, позже — в феврале. 5 января 1997 Стивен Хендри сделал максимальный брейк в финальном матче с Ронни О'Салливаном.

## Победители Charity Challenge
| Год  | Чемпион          | Финалист         | Счёт в финале | Место проведения      |
| ---- | ---------------- | ---------------- | ------------- | --------------------- |
| 1995 | Стивен Хендри    | Деннис Тейлор    | 9:1           | ICC Birmingham        |
| 1996 | Ронни О'Салливан | Джон Хиггинс     | 9:6           | ICC Birmingham        |
| 1997 | Стивен Хендри    | Ронни О'Салливан | 9:8           | ICC Birmingham        |
| 1998 | Джон Хиггинс     | Ронни О'Салливан | 9:8           | Assembly Rooms, Derby |
| 1999 | Джон Хиггинс     | Ронни О'Салливан | 9:8           | Assembly Rooms, Derby |

Через пять лет турнир превратился в Кубок Чемпионов. На этот турнир приглашались победители турниров предыдущего года, плюс один-два игрока, для заполнения сетки. Первый турнир состоялся в 1999 в Fairfield Halls в Кройдоне. Игроки были поделены на две группы по пять человек. По двое лучших выходили в полуфинал. В финале победитель «получил всё», то есть весь призовой фонд (£175,000) достался одному.
В следующие два сезона розыгрыш был таким же, но уже при восьми участниках. Состоялся в Brighton Centre, Брайтон. В эти годы призовой фонд уже делился, но первый приз (£100,000) всё равно превышал второй втрое. В 2001 спонсор, Liverpool Victoria, перестал интересоваться этим турниром, и в 2002, после года, проведённого без поддержки, турнир прекратил существование. Трофеем по разу владели Стивен Хендри, Джон Хиггинс и Ронни О'Салливан. Каждый раз в финале был обыгран Марк Уильямс.

## Победители Champion’s Cup
| Год  | Чемпион          | Финалист     | Счёт в финале | Место проведения         |
| ---- | ---------------- | ------------ | ------------- | ------------------------ |
| 1999 | Стивен Хендри    | Марк Уильямс | 7:5           | Fairfield Halls, Croydon |
| 2000 | Ронни О'Салливан | Марк Уильямс | 7:5           | Brighton Centre          |
| 2001 | Джон Хиггинс     | Марк Уильямс | 7:4           | Brighton Centre          |